# منتزه كوتان بيمبانغ الوطني
منتزه كوتان بيمبانغ الوطني (بالإنجليزية: Cottan-Bimbang National Park) هو منتزه وطني يقع في ولاية نيو ساوث ويلز، أستراليا. تأسس في عام 1999 وتبلغ مساحته حوالي 269 كيلومترًا مربعًا، ويقع على بعد حوالي 443 كيلومترًا شمال مدينة سيدني، بالقرب من بلدة والشا.

## الجغرافيا والبيئة
يتميز المنتزه بتضاريس جبلية كثيفة الغابات وممرات مائية صافية، ويقع ضمن منطقة الغابات المطيرة الجبلية في شمال نيو ساوث ويلز. كما يعد موطنًا لتنوع بيولوجي غني، ويُعد ملجأً للعديد من الأنواع النباتية والحيوانية المهددة.

## الحياة البرية
من أبرز الحيوانات التي تعيش في المنتزه:
- الفلنجر المنقط
- الكوكا
- الكنغر الرمادي الشرقي
- العديد من أنواع الطيور مثل طائر اللياكوكاتو والببغاء الملكي

## التسمية
اسم كوتان بيمبانغ مأخوذ من لغة السكان الأصليين في المنطقة، حيث كوتان هو اسم محلي لشجرة الشاي الورقي من نوع، وبيمبانغ يُعتقد أنها تشير إلى المنطقة الجبلية أو النهر المحلي.

## الأنشطة
يُعد المنتزه وجهة شعبية لممارسة:
- المشي في الطبيعة
- التخييم
- مشاهدة الطيور والحيوانات
- التصوير الطبيعي

توجد عدة مسارات للمشي ومواقع للتخييم مثل منطقة ماكسويلز فلات.

## الإدارة
تدير المنتزه هيئة المتنزهات الوطنية والحياة البرية في نيو ساوث ويلز، وتُفرض قوانين صارمة لحماية الحياة الفطرية والنظم البيئية في المنتزه.